# Xanthoparmelia xanthofarinosa
Xanthoparmelia xanthofarinosa är en lavart som beskrevs av Elix. Xanthoparmelia xanthofarinosa ingår i släktet Xanthoparmelia och familjen Parmeliaceae.   Inga underarter finns listade i Catalogue of Life.